# ダニエラ・ドデアン
ダニエラ・ドデアン（Daniela Dodean、1988年1月13日 - ）はルーマニアの女子卓球選手。アラド県アラド出身。
ヨーロッパ卓球選手権では2009年と2012年にエリザベタ・サマラとのダブルスで優勝している。2013年にポルトガル代表のジョアン・モンテイロと結婚した。
オリンピックには北京オリンピックからリオデジャネイロオリンピックまで3大会連続で出場している。